# Kabinett Aura I
Das Kabinett Aura I war das 52. Kabinett in der Geschichte Finnlands. Es amtierte vom 14. Mai 1970 bis zum 15. Juli 1970. Es handelte sich um eine parteiunabhängige geschäftsführende Regierung.

## Minister
| Ressort                                               | Name             | Amtszeitbeginn | Amtszeitende  |
| ----------------------------------------------------- | ---------------- | -------------- | ------------- |
| Ministerpräsident                                     | Teuvo Aura       | 14. Mai 1970   | 15. Juli 1970 |
| Stellvertretender Ministerpräsident                   | Päiviö Hetemäki  | 14. Mai 1970   | 15. Juli 1970 |
| Äußeres                                               | Väinö Leskinen   | 14. Mai 1970   | 15. Juli 1970 |
| Justiz                                                | Keijo Liinamaa   | 14. Mai 1970   | 15. Juli 1970 |
| Inneres                                               | Teemu Hiltunen   | 14. Mai 1970   | 15. Juli 1970 |
| Verteidigung                                          | Arvo Pentti      | 14. Mai 1970   | 15. Juli 1970 |
| Finanzen                                              | Päiviö Hetemäki  | 14. Mai 1970   | 15. Juli 1970 |
| Minister im Finanzministerium                         | Keijo Liinamaa   | 26. Mai 1970   | 15. Juli 1970 |
| Bildung                                               | Jaakko Numminen  | 14. Mai 1970   | 15. Juli 1970 |
| Land- und Forstwirtschaft                             | Nils Westermarck | 14. Mai 1970   | 15. Juli 1970 |
| Verkehr                                               | Martti Niskala   | 14. Mai 1970   | 15. Juli 1970 |
| Handel und Industrie                                  | Olavi J. Mattila | 14. Mai 1970   | 15. Juli 1970 |
| Soziales und Gesundheit                               | Gunnar Korhonen  | 14. Mai 1970   | 15. Juli 1970 |
| Ministerin im Ministerium für Soziales und Gesundheit | Alli Lahtinen    | 14. Mai 1970   | 15. Juli 1970 |
| Arbeit                                                | Esa Timonen      | 14. Mai 1970   | 15. Juli 1970 |